# 貝安琪
貝安琪（アンキー・バイルケ、独: Ankie Beilke、1982年5月7日 - ）は、ドイツ出身の女優、モデルである。

## 経歴
父親はドイツ人、母親は香港人女優。デュッセルドルフで生まれ、ミュンヘンで育った。
2008年、ベニー・チャン監督『コネクテッド』に出演。2012年、マルコ・マク監督『ネイキッド・ソルジャー 亜州大捜査線』に出演した。

## フィルモグラフィー
- 傷だらけの男たち（2006年）
- コネクテッド（2008年）
- ネイキッド・ソルジャー 亜州大捜査線（2012年）